# Mario Scaramella
Mario Scaramella (* 23. dubna 1970, Neapol, Itálie) je italský právník, bezpečnostní konzultant a akademický jaderný expert, který se stal mezinárodně známý v souvislosti s případem otravy bývalého agenta KGB Alexandra Litviněnka.